# Bismarck-Brunnen (Arnstadt)
Der Bismarck-Brunnen in Arnstadt wurde 1909 von Georg Wrba errichtet. Der größte Brunnen der Stadt war künstlerisch besonders wertvoll, wurde im Zweiten Weltkrieg wegen der Luftangriffe vorsorglich abgebaut, bis 2006 aufwendig restauriert und steht seitdem in einer Lagerhalle in Arnstadt.

## Geschichte

### 1901 bis 1943
1901 spendete ein „ungenannt bleiben wollender Bürger“ 5000 Mark für einen zu errichtenden „Monumentalbrunnen“ zu Ehren des Altreichskanzlers Otto von Bismarck, der 1895 auch Ehrenbürger von Arnstadt geworden war. Der Bürgerverein der Stadt sammelte ab 1902 Spenden für diesen Zweck ein. Nach einem entsprechenden Gemeinderatsbeschluss traten Oberbürgermeister Bielfeld und ein Brunnenausschuss 1908 an den Bildhauer Georg Wrba von der Kunstakademie Dresden heran und baten ihn um den Entwurf für einen repräsentativen Bismarck-Brunnen. Wrba reagierte positiv: „Ich mache der Stadt einen Brunnen, so schön ich ihn nur machen kann“. Wenig später äußerte er: „Jetzt arbeite ich eben wieder einen Brunnen aus, den es nicht nur noch nirgends gibt, sondern der eine absolut neue Idee eines Bismarck-Brunnens darstellt.“ Die Idee eines Bismarckbrunnens war also nichts neues, so gab es beispielsweise den bekannten Bismarckbrunnen in Flensburg. Der Arnstädter Brunnen sollte sich aber in seiner Gestalt von vorherigen Bismarckbrunnen unterscheiden.
Wrba umriss seinen Denkmalsentwurf so: „Dem Werke ist der Gedanke eines Reichsbaumes zu Grunde gelegt. Aus einem (wassergefüllten) Becken von Thüringer Muschelkalk, das gegen den (Markt-)Platz durch ein Vorbecken abgeschlossen ist, erhebt sich ein bronzener Schaft mit 24 Ästen, die zu je 8 in 3 sich verhüngenden Reihen angeordnet sind. Jeder Ast umschließt vorn das Wappen eines deutschen Bundesstaates (Königreich Preußen, Königreich Bayern, Königreich Württemberg, Königreich Sachsen, Großherzogtum Baden, Großherzogtum Mecklenburg-Schwerin, Großherzogtum Hessen, Großherzogtum Oldenburg, Großherzogtum Sachsen-Weimar-Eisenach, Großherzogtum Mecklenburg-Strelitz, Herzogtum Braunschweig, Herzogtum Sachsen-Meiningen, Herzogtum Anhalt, Herzogtum Sachsen-Coburg und Gotha, Herzogtum Sachsen-Altenburg, Fürstentum Lippe, Fürstentum Waldeck, Fürstentum Schwarzburg-Rudolstadt, Fürstentum Schwarzburg-Sondershausen, Fürstentum Reuß jüngerer Linie, Fürstentum Schaumburg-Lippe, Fürstentum Reuß älterer Linie, Freie und Hansestadt Hamburg, Freie und Hansestadt Lübeck, Freie Hansestadt Bremen und Reichsland Elsaß-Lothringen). Der Gipfel des Brunnens ist flankiert von 4 größeren Wappen; vorn Deutsches Reich, hinten Schwarzburg-Sondershausen, links Elsaß-Lothringen, rechts Arnstadt. Abzweigende Äste umklammern dann ein Relief mit dem Medaillon Bismarcks, das den ganzen Brunnen krönt. Die Zusammenstellung der vier Wappen mit dem Medaillon deutet auf die Beziehungen der schwarzburgischen Stadt Arnstadt zum Deutschen Reiche und Bismarck, der dem Reiche die alten deutschen Länder Elsaß-Lothringen wieder anfügte. Aus jedem der 16 oberen Äste entspringen je 6 feine Wasserstrahlen in das Hauptbecken, während je 4 aus den Ästen der unteren Reihe sich in das Vorbecken ergießen. Dies und ihre Wappen werden getragen von 8 lebensgroßen (unbekleideten) Kindergestalten ...der Jugend Deutschlands.“ Insgesamt ergossen sich also 132 Wasserstrahlen aus dem „Reichsbaum“. In Anlehnung an eine alte Sage vom „Singenden Baum“ sollte das im Röhrensystem aufsteigende Wasser ein singendes Geräusch erzeugen. Der Brunnen war 4,80 m hoch und 4,35 m weit. Er wurde nach Abschluss der Fundamentierungsarbeiten in wenigen Tagen montiert. Die eindrucksvolle Bronze-Plastik war durch eine bekannte Kunstgießerei in Dresden hergestellt und dort vor dem Transport nach Arnstadt öffentlich ausgestellt worden. Die Kosten von 15.000 Mark wurden vollständig aus Spenden aufgebracht.
Am 2. September 1909 wurde der Brunnen in Anwesenheit des Künstlers Professor Wrba auf der Nordostecke des Marktplatzes von Arnstadt enthüllt und eingeweiht.

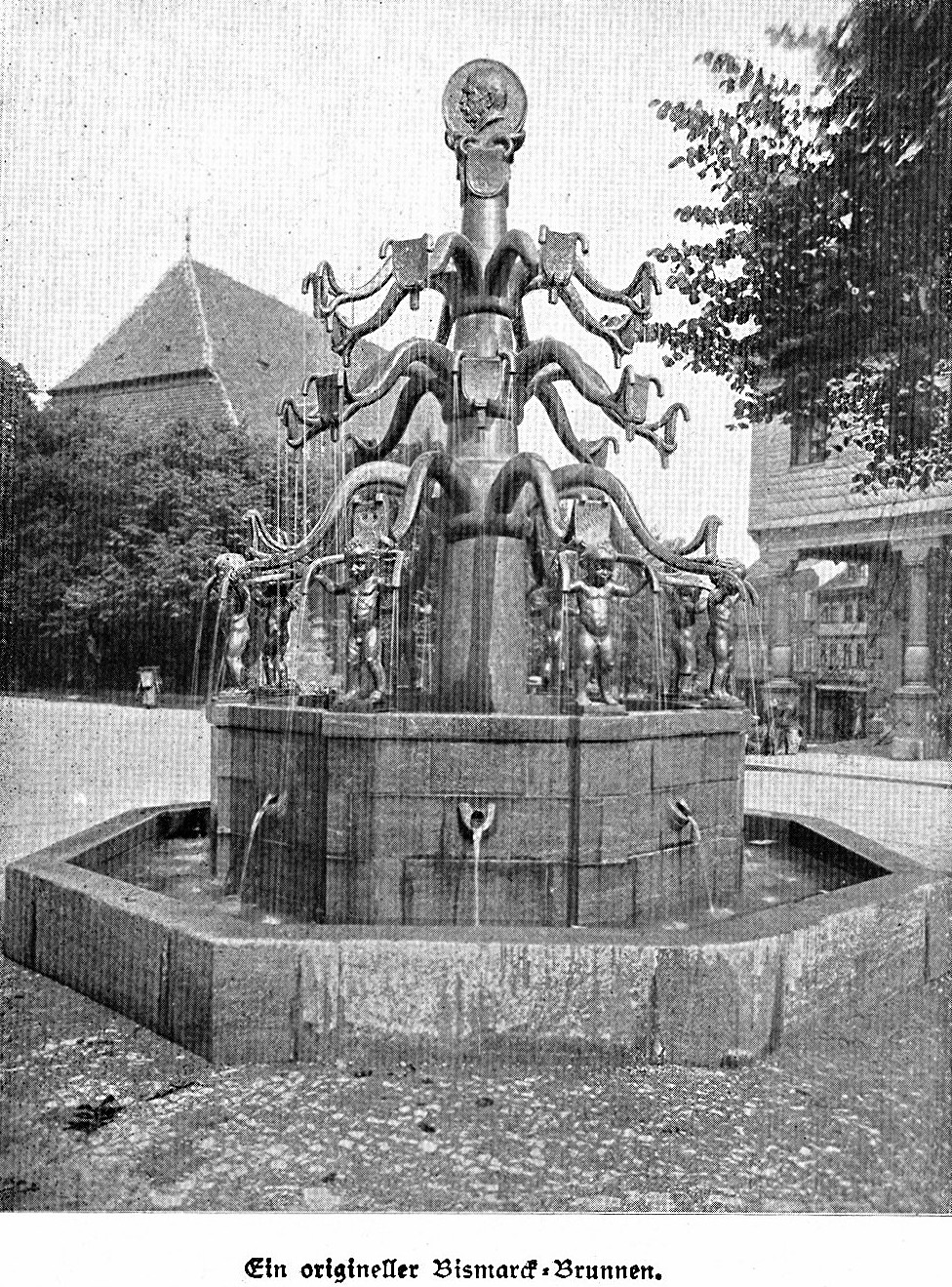
Arnstadt Bismarckbrunnen
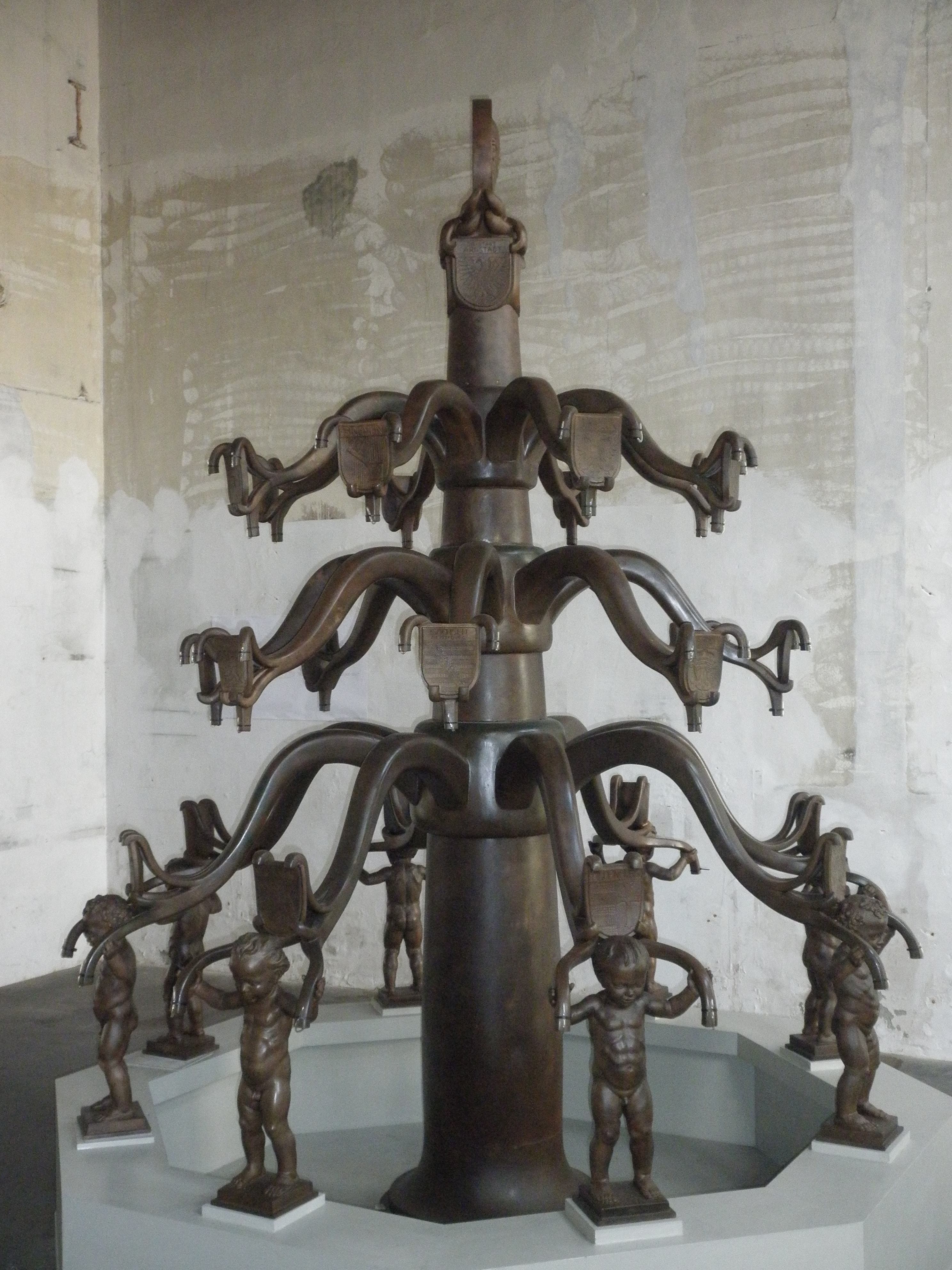
Bismarck-Brunnen in Arnstadt (Höhe 4,80 m), in Lagerhalle (2010)
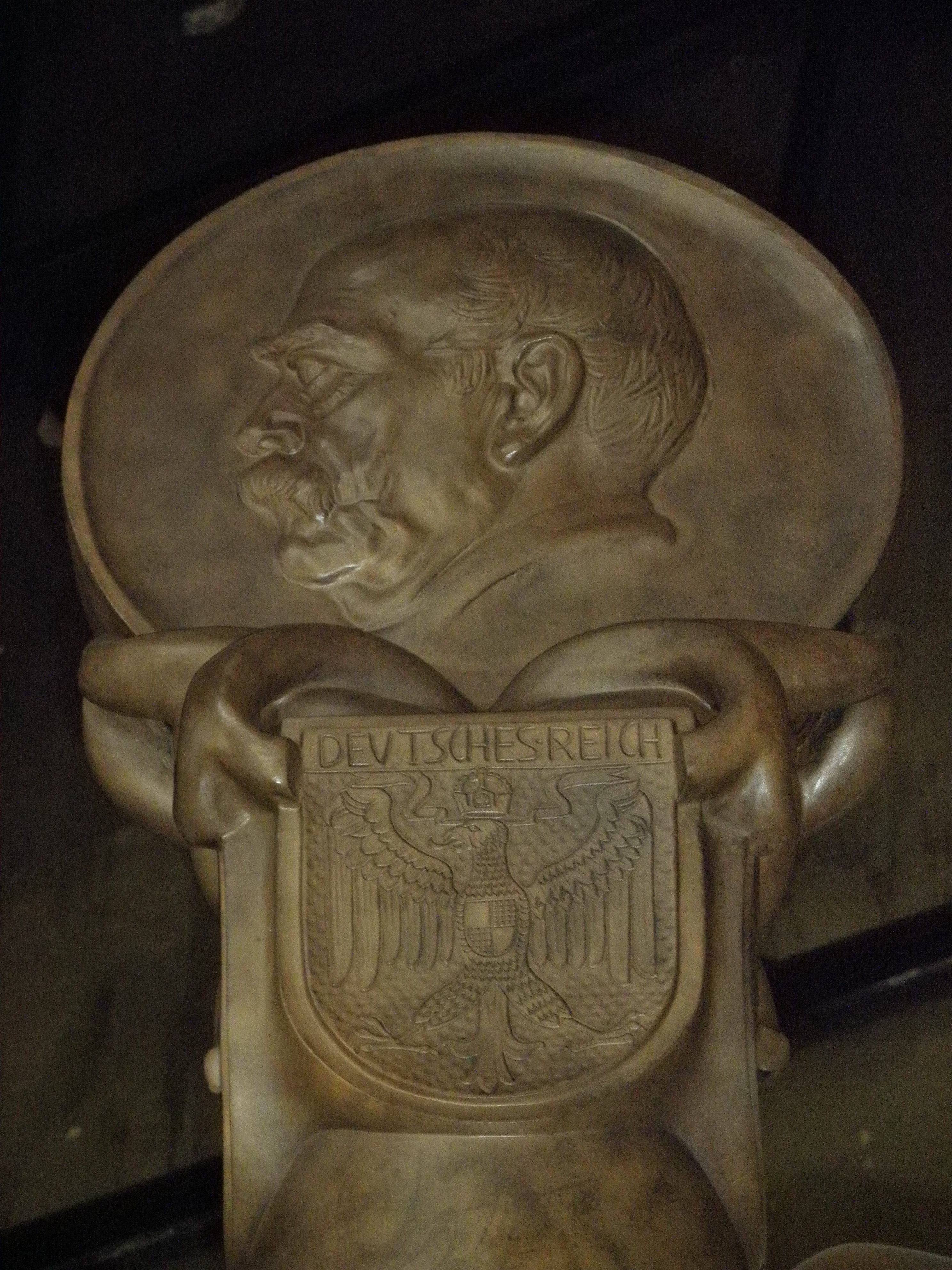
Bismarck-Medaillon an der Spitze der Brunnenskulptur
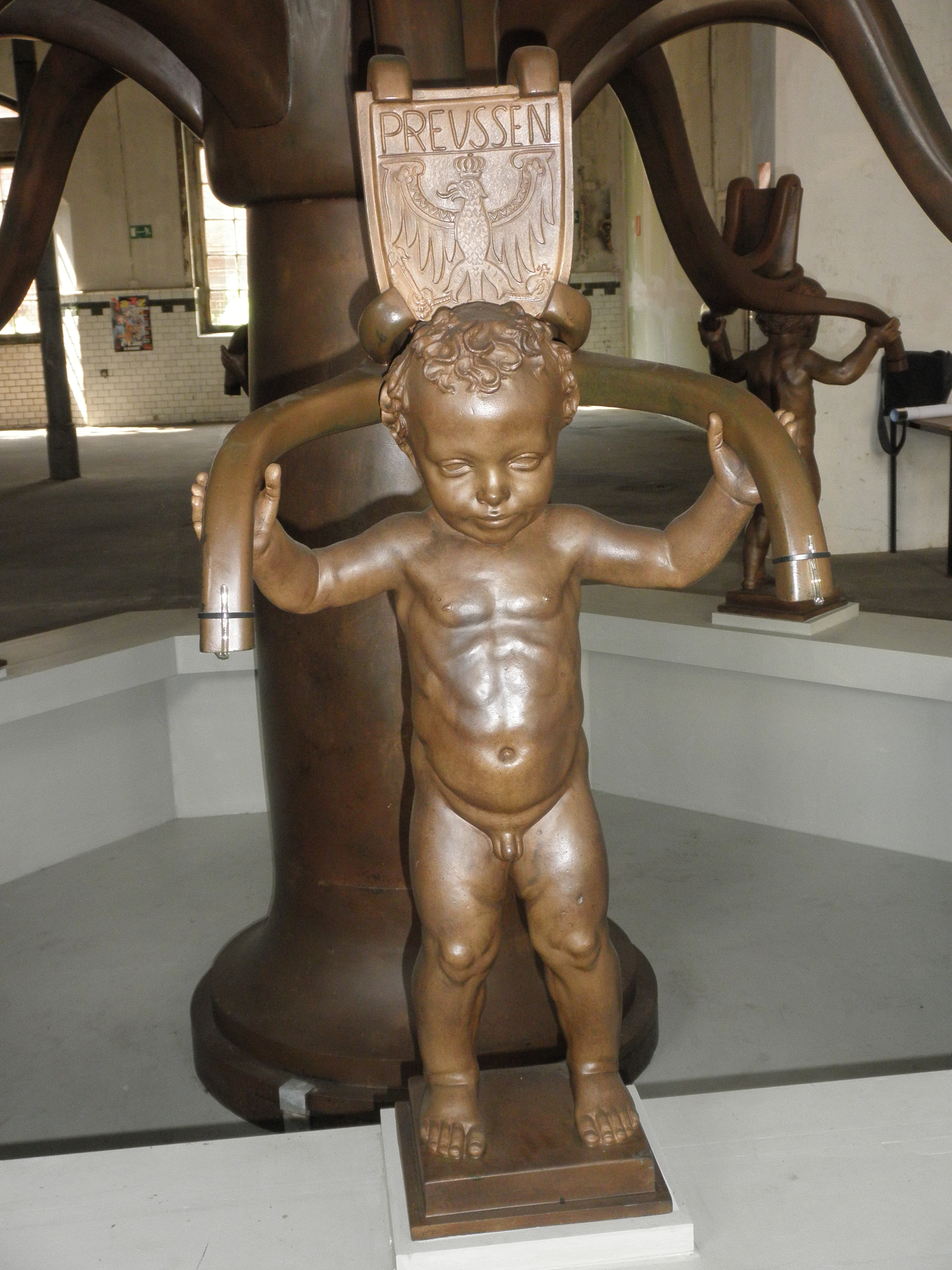
Brunnen-Detail: Preußen. Einer der acht Knaben
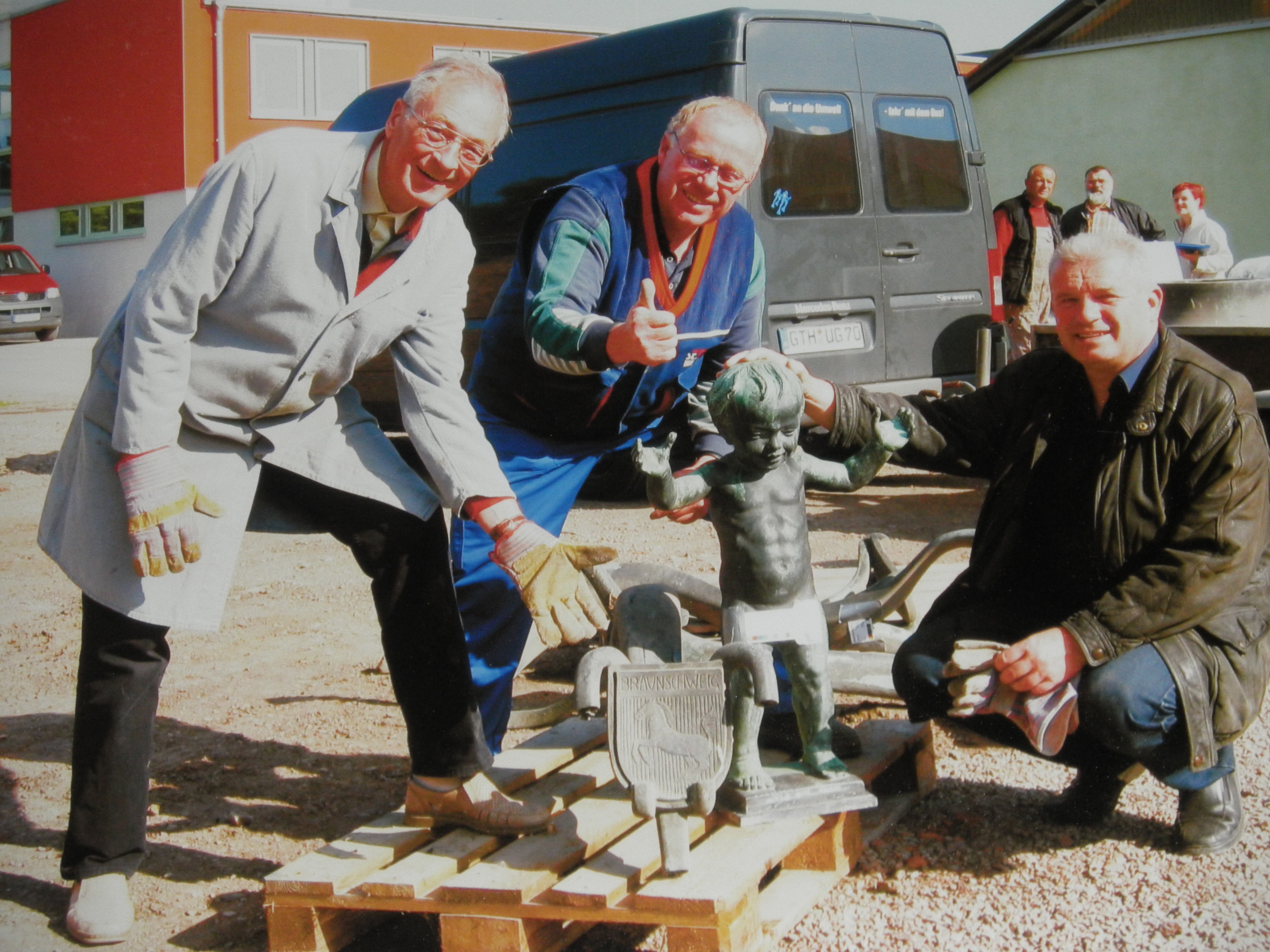
Mitglieder des Brunnenvereins Arnstadt mit Brunnen-Figur

### Seit 1943
Der Bismarck-Brunnen überstand den Buntmetall-Bedarf in beiden Weltkriegen, wurde jedoch 1942 oder 1943 wohl wegen der Luftkriegsgefahr abgebaut und in einer Scheune eingelagert. Das Brunnenbecken auf dem Marktplatz hat man dann in den 1950er Jahren beseitigt. Die Einzelteile des vergessenen Bronzedenkmals wanderten von Depot zu Depot, die Kindergestalten befanden sich zum Teil in Museen. Einem Schrotthändler fiel der bronzene Stammbaum auf, mit dem er sich meldete. Der Arnstädter Stadtrat fasste bereits 1991, kurz nach der Wende, den Beschluss zur Wiedererrichtung des Denkmals. Es wurden dazu auch Expertisen von Kunsthistorikern eingeholt. Günter Kloss, der Biograph von Wrba, äußerte sich 1998 so: „...ein architektonisch und künstlerisch einmalig gestaltetes Denkmal. Von den über 15 geschaffenen Bismarckbrunnen in Deutschland galt dieser Brunnen als der originellste.“ Frau Professor Ruth Menzel (Erfurt) sprach von einer bemerkenswerten künstlerischen Leistung, welche „zur ganzheitlichen städtebaulichen Atmosphäre der Arnstädter Innenstadt wesentlich beigetragen hat. Nicht zuletzt durch seine (des Brunnens) Volkstümlichkeit und Bürgernähe, seine Intimität und Sinnenfreude, seine spielerische Leichtigkeit und Unterhaltsamkeit...“ Der Kultur- und Heimatverein Arnstadt e.V. äußerte sich so: „Wir sind der Meinung, daß es richtig ist, den Bismarck-Brunnen wieder aufzustellen, ungeachtet heutiger unterschiedlicher Ansichten …“ Er stelle ein „kulturhistorisches Zeugnis“ dar.
Ein Stadtratsbeschluss von 2001 (Nr. 2001/0687 vom 27. September 2001) bekräftigte das Wiederaufbau-Vorhaben und bestimmte das Westende des Marktplatzes als neuen Standort. Der frühere hätte in der Sichtachse von Bachkirche und inzwischen errichtetem Bachdenkmal gelegen. Im Jahre 2001 hatte sich auch der Arnstädter Brunnenverein e.V. gegründet, der in Eigeninitiative und mit Spendengeldern für die Wiederherstellung der bronzenen Skulptur sorgte. Der Schmiedemeister und Restaurator Ulf Gerlach führte in seiner Drachenschmiede in Luisenthal in Zusammenarbeit mit dem Metallrestaurator Bernhard Mai aus Erfurt die Restaurierungsarbeiten durch. Im Jahre 2006 konnte die aufwendig wiederhergestellte Brunnenplastik aus Anlass des Stadtfestes und des Tages des Offenen Denkmals zum ersten Mal der Öffentlichkeit in einer Halle des ehemaligen Arnstädter Elektrizitätswerks gezeigt werden. Der Brunnen wurde auch in die Thüringer Denkmalliste aufgenommen. Bis heute ist er allerdings noch nicht an seinem vorgesehenen Standort aufgebaut.
Der Streit um die Wiederaufstellung des Brunnens gewann an Schärfe, nachdem der Schöpfer des 1984 auf dem Arnstädter Markt aufgestellten Bach-Denkmals, Bernd Göbel, künstlerische Bedenken gegen die Installation des Brunnens geäußert hatte. Nach Göbels Ansicht würde durch den Brunnen die Raumordnung des Platzes gestört. Zudem machte er seine Urheberrechte geltend, da die Entstehung des Bach-Denkmals auch mit einer Standortfrage verbunden gewesen sei.